# Alizia
Alizia (in greco antico: Ἀλυζια?) era una città dell'antica Grecia ubicata in Acarnania.
Secondo Eforo, il suo fondatore eponimo fu Aliseo, personaggio della mitologia greca, figlio di Icario e fratello di Penelope e Leucadio.
Viene citata da Tucidide come uno dei luoghi che durante la guerra del Peloponneso erano amministrati dagli ateniesi.
Senofonte, da parte sua, menziona che al largo della costa di Alizia, nell'anno 375 a.C. ci fu una battaglia navale tra gli Ateniesi guidati dallo stratega Timoteo e l'esercito spartano guidato da Nicoloco. La battaglia fu vinta dagli ateniesi e Timoteo fece erigere un trofeo ad Alizia.
Strabone la situa a quindici stadi dalla costa, dove c'era un porto e un santuario consacrato a Ercole. Questo santuario fu il luogo di origine di una scultura di Lisippo chiamata Le fatiche di Ercole, che fu inviata a Roma da un pretoriano.
Il sito è stato localizzato in un luogo situato a 3 km dalla costa dell'Acarnania di fronte all'isola di Leucade, nell'attuale Kandila.